# SEC犰狳
克萊德音樂廳（SEC Armadillo）原名克莱德大厅（Clyde Auditorium）位于苏格兰格拉斯哥克莱德河河畔，毗邻苏格兰会展会议中心（SECC），为现代格拉斯哥的地标之一。

## 历史

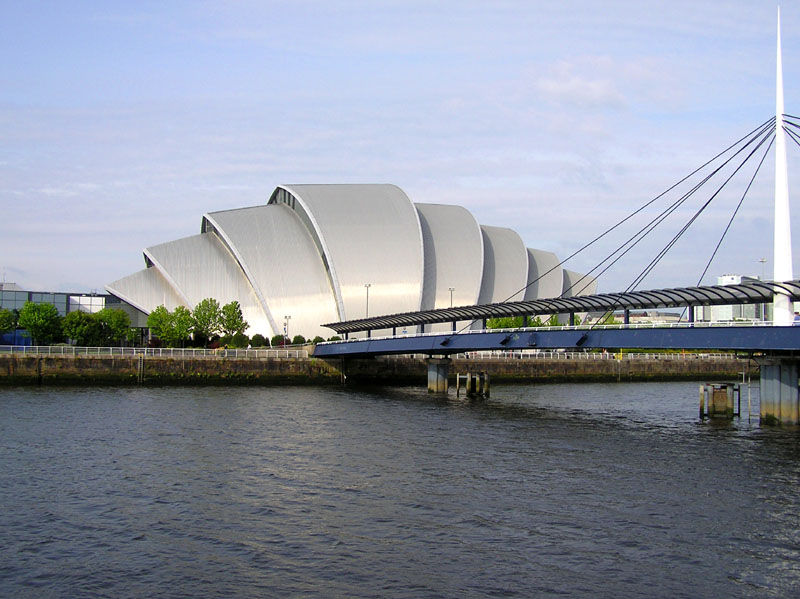

该建筑建于1995-1997年，由福斯特建筑事务所设计，有3,000个座位，形似犰狳。它与苏格兰会展会议中心和皇冠假日酒店有通道相连。
该建筑曾举办英国达人和X音素节目，是歌手苏珊·波伊尔被人发现的地方。
该建筑为2014年英联邦运动会举重比赛场地。